# Irena Sławińska (1932–2014)
Irena Sławińska, chiń. 胡配方; pinyin Hú Pèifāng; (ur. 1932, zm. 15 lutego 2014) – polska pisarka, publicystka, tłumaczka i pilotka wojskowa pochodzenia chińskiego. Autorka książek Chińszczyzna i Zaprosić księżyc, tłumaczka XVI-wiecznej chińskiej powieści Kwiaty śliwy w złotym wazonie.
Była z pochodzenia Chinką, w ojczyźnie poznała swojego przyszłego męża, Romana Sławińskiego. Do Polski przyjechała w 1956 roku, początkowo pracowała jako lektorka języka chińskiego na Uniwersytecie Warszawskim. Publikowała w czasopismach „Chiny” i „Kontynenty”. Wraz z Jerzym Chociłowskim i Ryszardem Chmielewskim dokonała pierwszego przekładu na język polski zaliczanej do klasyki literatury chińskiej powieści Kwiaty śliwy w złotym wazonie. Była konsultantką przy pierwszej polsko-chińskiej koprodukcji filmowej Kochankowie Roku Tygrysa. W 2004 roku opublikowała traktującą o kulturze i historii Chin Chińszczyznę, a w 2012 Zaprosić księżyc – opowieść ukazującą losy starej chińskiej rodziny na tle XX-wiecznych przemian. Członkini Związku Literatów Polskich.  
Pośmiertnie została odznaczona Srebrnym Medalem „Zasłużony Kulturze Gloria Artis”. Pochowana na Cmentarzu Wojskowym na Powązkach (kwatera AIII kolumbarium-4-34).